# Petróleo (película)
 Petróleo  es una película argentina en blanco y negro dirigida por Arturo S. Mom sobre su propio guion escrito en colaboración con Antonio Momplet y con diálogos de Arturo Cancela y Pilar de Lusarreta que se estrenó el 18 de diciembre de 1940 y que tuvo como protagonistas a Sebastián Chiola, Carlos Perelli, Luisa Vehil, Iris Marga y Fernando Borel. Fue la primera película rodada y exhibida –hubo dos filmes anteriores no exhibidos- por los Estudios San Miguel y está filmada parcialmente en Comodoro Rivadavia, Salta y La Plata. Fue el debut en cine de la actriz Iris Marga y en el filme trabajó como extra Aníbal Di Salvo, futuro director de fotografía y director de cine.

## Descripción
Aunque su estreno fue en 1940, la película demoró un año en proyectarse en el interior del país y recién en 1941 se pudo ver en el Cine Teatro Español de Comodoro Rivadavia. El escenario de la película es variado desde La Plata, las inmensidades patagónicas de Comodoro Rivadavia y inhóspito monte del Noroeste argentino en Salta. También suministró una épica de pueblos de frontera.
El filme describe a un hombre que ha invertido mucho dinero en la extracción de petróleo en Comodoro Rivadavia es traicionado por su capataz. La película muestra imágenes de las desaparecidas empresas estatales Ferrocarril de Comodoro Rivadavia, con movimientos de cargas en su puerto Antonio Morán y el trabajo de la ex YPF.
La película constituyó una verdadera superproducción de los Estudios San Miguel.

## Reparto
Participaron del filme los siguientes intérpretes:
- Francisco Audenino
- José Blanco
- Fernando Borel
- Sebastián Chiola
- Darío Cossier
- Julio De Caro
- Martha de los Ríos
- Aníbal Di Salvo... 	Extra
- Iris Marga
- Felisa Mary
- Percival Murray
- Mary Parets
- Carlos Perelli
- Elisardo Santalla
- Froilán Varela
- Luisa Vehil
- Enrique Vico Carré

## Comentario
Para Domingo Di Núbila, el filme:

“desdeñó el potencial del primer enfoque nacional al tema petrolero y se dedicó a contar una historieta convencional, con situaciones forzadas y diálogos falsos, que privaron de apoyo a calificados intérpretes …Como saldo favorable quedó el interés documental de las escenas filmadas en Salta y Comodoro Rivadavia, con buena técnica y evidente despliegue material, características estas últimas de un afán perfeccionista que distinguió a San Miguel como pionero de importantes progresos en la producción de películas argentinas.”